# Puchar Ukrainy w piłce nożnej (1996/1997)
Puchar Ukrainy 1996/1997 - VI rozgrywki ukraińskiej PFL, mające na celu wyłonienie zdobywcy krajowego Pucharu, który zakwalifikuje się tym samym do Puchar Zdobywców Pucharów sezonu 1997/98. Sezon trwał od 14 sierpnia 1996 do 25 maja 1997.
W sezonie 1996/1997 rozgrywki te składały się z:
- meczów rundy wstępnej (1/128 finału),
- meczów 1/64 finału,
- meczów 1/32 finału,
- meczów 1/16 finału,
- meczów 1/8 finału,
- dwumeczów 1/4 finału,
- dwumeczów 1/2 finału,
- meczu finałowego.

## Drużyny
Do rozgrywek Pucharu przystąpiło 73 kluby Wyższej, Pierwszej i Drugiej Lihi. 
| Kluby Wyższej Lihi: | Kluby Pierwszej Lihi: | Kluby Drugiej Lihi: | Kluby Drugiej Lihi: |
| - CSKA Kijów - Czornomoreć Odessa - Dnipro Dniepropetrowsk - Dynamo Kijów - Karpaty Lwów - Kremiń Krzemieńczuk - Krywbas Krzywy Róg - Metałurh Zaporoże - Nywa Tarnopol - Nywa Winnica - Prykarpattia Iwano-Frankowsk - Szachtar Donieck - Tawrija Symferopol - Torpedo Zaporoże - Worskła Połtawa - Zirka-NIBAS Kirowohrad | - Bukowyna Czerniowce - Chimik Siewierodonieck - Chimik Żytomierz - CSKA-2 Kijów - Dnipro Czerkasy - Dynamo-2 Kijów - FK Lwów - Jawir Krasnopole - Krystał Czortków - Metalist Charków - Metałurh Donieck - Metałurh Mariupol - Metałurh Nikopol - Naftowyk Ochtyrka - Podilla Chmielnicki - Polihraftechnika Oleksandria - SK Mikołajów - SK Odessa - Stal Alczewsk - Szachtar Makiejewka - Weres Równe - Wołyń Łuck - Zakarpattia Użhorod - Zoria Ługańsk | - Awanhard Merefa - Awanhard-Industrija Roweńky - Chutrowyk Tyśmienica - Desna Czernihów - Dynamo Saki - Fakeł Warwa - FK Kałusz - FK Petriwci - Hałyczyna Drohobycz - Haraj Żółkiew - Hazowyk Komarno - Hirnyk-Sport Komsomolsk - Karpaty Mukaczewo - Keramik Baranówka - Krystał Chersoń - Łokomotyw Smiła - Metałurh Nowomoskowsk | - Nerafa Sławutycz - Nywa Berszad - Obołoń Kijów - Olimpija FK AES Jużnoukraińsk - Oskił Kupiańsk - Papirnyk Malin - Pokuttia Kołomyja - Portowyk Iljiczewsk - Portowyk Kercz - Roś Biała Cerkiew - Systema-Boreks Borodzianka - Szachtar Stachanow - Szachtar-2 Donieck - Torpedo Melitopol - Tytan Armiańsk - Wiktor Zaporoże |

## Terminarz rozgrywek

### Runda wstępna (1/128 finału)
| 14 sierpnia 1996        |     |                               |        |
| Pokuttia Kołomyja       | 1:2 | Hałyczyna Drohobycz           | (dod.) |
| Papirnyk Malin          | 1:0 | Keramik Baranówka             |        |
| Nerafa Sławutycz        | 2:4 | Fakeł Warwa                   |        |
| Nywa Berszad            | 1:0 | Roś Biała Cerkiew             | (dod.) |
| Portowyk Kercz          | 0:1 | Dynamo Saki                   | (dod.) |
| Portowyk Iljiczewsk     | 1:0 | Torpedo Melitopol             |        |
| Hirnyk-Sport Komsomolsk | 0:1 | Szachtar-2 Donieck            |        |
| FK Petriwci             | 3:1 | Awanhard Merefa               |        |
| Łokomotyw Smiła         | 2:0 | Olimpija FK AES Jużnoukraińsk |        |

### 1/64 finału
| 28 sierpnia 1996           |     |                             |                |
| Hałyczyna Drohobycz        | 1:0 | Zakarpattia Użhorod         |                |
| Papirnyk Malin             | 0:1 | Weres Równe                 |                |
| Fakeł Warwa                | 0:1 | Desna Czernihów             |                |
| Nywa Berszad               | 1:1 | Hazowyk Komarno             | (dod., k. 2:3) |
| Obołoń Kijów               | 3:0 | Dnipro Czerkasy             |                |
| Karpaty Mukaczewo          | 2:1 | FK Kałusz                   |                |
| Systema-Boreks Borodzianka | 2:2 | CSKA-2 Kijów                | (dod., k. 7:8) |
| Haraj Żółkiew              | 2:0 | Chutrowyk Tyśmienica        |                |
| Oskił Kupiańsk             | 1:0 | Metalist Charków            |                |
| Szachtar Stachanow         | 1:2 | Metałurh Donieck            |                |
| Wiktor Zaporoże            | 1:0 | Metałurh Nowomoskowsk       |                |
| Dynamo Saki                | 2:1 | Tytan Armiańsk              |                |
| Portowyk Iljiczewsk        | 2:1 | SK Odessa                   |                |
| Szachtar-2 Donieck         | 0:2 | Metałurh Mariupol           |                |
| FK Petriwci                | 1:0 | Awanhard-Industrija Roweńky |                |
| Łokomotyw Smiła            | 0:1 | Krystał Chersoń             |                |

### 1/32 finału
| 15 września 1996    |     |                              |                                                                            |
| Portowyk Iljiczewsk | 3:0 | SK Mikołajów                 |                                                                            |
| 18 września 1996    |     |                              |                                                                            |
| Hałyczyna Drohobycz | 0:0 | Bukowyna Czerniowce          | (dod., k. 2:4)                                                             |
| Weres Równe         | 2:3 | Wołyń Łuck                   | (dod.)                                                                     |
| Desna Czernihów     | -:+ | Jawir Krasnopole             | (2:0 anulowano przez przekroczenie przeprowadzonych zmian Desny Czernihów) |
| Hazowyk Komarno     | 3:0 | Podilla Chmielnicki          |                                                                            |
| Obołoń Kijów        | 1:2 | Dynamo-2 Kijów               |                                                                            |
| Karpaty Mukaczewo   | 3:2 | Krystał Czortków             |                                                                            |
| CSKA-2 Kijów        | 2:1 | Chimik Żytomierz             |                                                                            |
| Haraj Żółkiew       | 0:1 | FK Lwów                      |                                                                            |
| Oskił Kupiańsk      | 0:0 | Naftowyk Ochtyrka            | (dod., k. 3:2)                                                             |
| Metałurh Donieck    | 3:2 | Szachtar Makiejewka          | (dod.)                                                                     |
| Wiktor Zaporoże     | 0:2 | Polihraftechnika Oleksandria |                                                                            |
| Dynamo Saki         | 1:0 | Stal Alczewsk                |                                                                            |
| Metałurh Mariupol   | 5:0 | Zoria Ługańsk                |                                                                            |
| FK Petriwci         | 0:2 | Chimik Siewierodonieck       | (dod.)                                                                     |
| Krystał Chersoń     | 3:3 | Metałurh Nikopol             | (dod., 5:6)                                                                |

### 1/16 finału
| 9 października 1996          |     |                              |                |
| Bukowyna Czerniowce          | 1:2 | Karpaty Lwów                 | (dod.)         |
| Wołyń Łuck                   | 1:0 | Tawrija Symferopol           |                |
| Jawir Krasnopole             | 0:0 | Kremiń Krzemieńczuk          | (dod., k. 3:4) |
| Hazowyk Komarno              | 0:2 | Metałurh Zaporoże            |                |
| Dynamo-2 Kijów               | 0:4 | Czornomoreć Odessa           |                |
| Karpaty Mukaczewo            | 2:1 | Krywbas Krzywy Róg           | (dod.)         |
| CSKA-2 Kijów                 | 1:2 | Torpedo Zaporoże             |                |
| FK Lwów                      | 2:3 | Dnipro Dniepropetrowsk       |                |
| Oskił Kupiańsk               | 2:3 | Nywa Winnica                 |                |
| Metałurh Donieck             | 1:1 | Dynamo Kijów                 | (dod., k. 5:6) |
| Polihraftechnika Oleksandria | 1:0 | Prykarpattia Iwano-Frankowsk |                |
| Dynamo Saki                  | 0:2 | CSKA Kijów                   |                |
| Portowyk Iljiczewsk          | 1:1 | Zirka-NIBAS Kirowohrad       | (dod., k. 3:4) |
| Metałurh Mariupol            | 1:3 | Szachtar Donieck             |                |
| Chimik Siewierodonieck       | 4:0 | Nywa Tarnopol                |                |
| Metałurh Nikopol             | 0:3 | Worskła Połtawa              |                |

### 1/8 finału
| 17 października 1996   |     |                              |                |
| Karpaty Lwów           | 1:0 | Wołyń Łuck                   |                |
| Kremiń Krzemieńczuk    | 3:5 | Metałurh Zaporoże            |                |
| Czornomoreć Odessa     | 7:0 | Karpaty Mukaczewo            |                |
| Dnipro Dniepropetrowsk | 2:0 | Torpedo Zaporoże             |                |
| Nywa Winnica           | 0:0 | Dynamo Kijów                 | (dod., k. 4:3) |
| CSKA Kijów             | 1:0 | Polihraftechnika Oleksandria |                |
| Zirka-NIBAS Kirowohrad | 0:1 | Szachtar Donieck             |                |
| Worskła Połtawa        | 2:0 | Chimik Siewierodonieck       |                |

### 1/4 finału
|                                     | 1 mecz | 2 mecz | Suma |                        |  |
| ----------------------------------- | ------ | ------ | ---- | ---------------------- |  |
| 30 października i 13 listopada 1996 |        |        |      |                        |  |
| Karpaty Lwów                        | 1:1    | 0:3    | 1:4  | Metałurh Zaporoże      |  |
| Czornomoreć Odessa                  | 0:1    | 0:3    | 0:4  | Dnipro Dniepropetrowsk |  |
| CSKA Kijów                          | 2:0    | 1:1    | 3:1  | Nywa Winnica           |  |
| Worskła Połtawa                     | 0:0    | 1:2    | 1:2  | Szachtar Donieck       |  |

### 1/2 finału
|                         | 1 mecz | 2 mecz | Suma |                   |  |
| ----------------------- | ------ | ------ | ---- | ----------------- |  |
| 6 marca i 10 marca 1997 |        |        |      |                   |  |
| Dnipro Dniepropetrowsk  | 3:0    | 0:2    | 3:2  | Metałurh Zaporoże |  |
| Szachtar Donieck        | 2:1    | 3:0    | 5:1  | CSKA Kijów        |  |

### Finał
Mecz finałowy rozegrano 25 maja 1997 na Stadionie Olimpijskim w stolicy Kijowie.
| Dnipro Dniepropetrowsk | 0:1 | Szachtar Donieck |  |

| Zdobywca Pucharu Ukrainy 1996/97 |
| -------------------------------- |
| Szachtar Donieck 2 tytuł         |
| złoto                            |